# Sunbeam Maori
Sunbeam Maori byl letecký motor zkonstruovaný firmou Sunbeam Motor Car Co. Ltd., sídlící v anglickém Wolverhamptonu, zavedený do výroby v roce 1918. Motory Maori mj. poháněly letouny Fairey F.22 Campania, Grahame-White Ganymede, Handley Page O/400,  Short 184 či vzducholoď R 34.
Zajímavostí koncepce motorů Sunbeam Maori I a Maori II bylo umístění výfukových ventilů na vnitřní straně válců, takže výfuky vyúsťovaly mezi řady válců, do společného sběrače.

## Sériově vyráběné verze
- Sunbeam Maori I, 250 hp
- Sunbeam Maori II, 250 hp — vychází z motoru Maori I s malými konstrukčními změnami
- Sunbeam Maori III, 250 hp — výfukové ventily na vnější straně válců, dva karburátory Claudel-Hobson H.C.7
- Sunbeam Maori IV, 250 hp — motor upravený pro pohon vzducholodí, poháněl R 33 a R 34.

## Technická data (Sunbeam Maori I)
- Typ: pístový letecký motor, čtyřdobý zážehový vodou chlazený vidlicový dvanáctiválec (bloky válců svírají úhel 60°) s atmosférickým plněním, vybavený reduktorem, motor pohání levotočivou tažnou (popř. pravotočivou tlačnou) vrtuli

- Vrtání válce: 100 mm
- Zdvih pístu: 135 mm
- Celková plocha pístů: 942,48 cm²
- Zdvihový objem motoru: 12 723 cm³
- Převod reduktoru: 2,00
- Kompresní poměr: 5,30
- Rozvod čtyřventilový (dva sací a dva výfukové)
- Zapalování čtyřmi zapalovacími magnety
- Příprava směsi: čtyřmi karburátory Claudel-Hobson CZS s průměrem difuzoru 38 mm
- Mazání tlakové, oběžné
- Délka motoru: 1613 mm
- Šířka motoru: 851 mm
- Výška motoru: 874 mm
- Hmotnost suchého motoru: 403,7 kg
- Výkony:
  - vzletový: 270 hp (201,3 kW) při 2100 ot/min
  - maximální: 284 hp (211,8 kW) při 2200 ot/min